# 9
9 (IX) var ett normalår som började en tisdag i den julianska kalendern.

## Händelser

### Okänt datum
- Illyrien blir en romersk provins, efter att en revolt har slagits ner.
- Romarna, under ledning av Varus, besegras av en germansk här, under ledning av Arminius, i slaget i Teutoburgerskogen. Detta leder till att floden Rhen etableras som gräns mellan den latinsk- och den germansktalande världen.
- Legionerna II Augusta, XX Valeria Victrix och XIII Gemina förflyttas till Germanien för att ersätta Legio XIX och de andra som har förintats i Teutoburgerskogen.
- Catuvellaunerna anfaller trinovanterna och erövrar Camulodunum.
- Pannonien (nuvarande Ungern) böjer sig för det romerska styret.
- För att öka antalet giftermål, och därmed i slutändan befolkningen, antas lex Papia Poppaea i Rom. Denna lag förbjuder celibat och barnlösa förhållanden.
- De romerska finanserna blir mycket ansträngda efter upproret vid Donau och Varus' nederlag i Germanien. Detta leder till införandet av två nya skatter: fem procents arvskatt och en procent på försäljning.
- Wang Mang tar makten i Kina och etablerar den kortlivade Xindynastin.

## Födda
- 17 november – Vespasianus, romersk kejsare 69–79

## Avlidna
- Publius Quinctilius Varus, romersk general i slaget i Teutoburgerskogen (troligen självmord)